# Ніч без птахів
«Ніч без птахів» (латис. «Nakts bez putniem») — радянський художній фільм (мелодрама), знятий на Ризькій кіностудії у 1979 році.

## Сюжет
Ілзе і Яніс знали одне одного все життя. З самого дитинства в селищі їх дражнили нареченим і нареченою, і весілля молодят ні для кого не стало сюрпризом. Але спільне життя виявилося занадто складним і важким для обох. Постійні закиди і недовіра Яніса зближують Ілзе з Тобіасом, диригентом місцевого хору. Не бачачи сенсу в своєму шлюбі, вони розлучаються. Яніс їде в Ригу, а Ілзе виходить заміж за Тобіаса і народжує сина. Через кілька років Яніс повертається в селище, він все ще любить свою Ілзе…

## В ролях
- Ліліта Озоліня — Ілзе
- Улдіс Думпіс — Яніс
- Імантс Скрастіньш — Тобіас
- Аквеліна Лівмане — Паула
- Карліс Себріс — голова колгоспу
- Евалдс Валтерс — Кракштіс
- Люція Баумане — Кракштіене
- Юріс Камінскіс — Кріст
- Еріка Ферда — дружина голови

## Знімальна група
- Режисер: Гунарс Цилінскіс
- Автори сценарію: Гунарс Цилінскіс, Егонс Лівс
- Оператор: Гвідо Скулте
- Художник: Улдіс Паузерс
- Композитор: Імантс Калниньш